# Tipula cretis
Tipula cretis är en tvåvingeart som beskrevs av Mannheims 1965. Tipula cretis ingår i släktet Tipula och familjen storharkrankar. Inga underarter finns listade i Catalogue of Life.